# NGC 7018 NED01
NGC 7018 NED01 est une des galaxies de la paire NGC 7018 découverte par l'astronome américain Francis Leavenworth en 1885. Sa vitesse par rapport au fond diffus cosmologique est de 11 429 ± 28 km/s, ce qui correspond à une distance de Hubble de 169 ± 12 Mpc (∼551 millions d'al). 
Dans la nuit du 8 juillet 1885, Leavenworth a découvert trois galaxies, NGC 7016, NGC 7017 et NGC 7018. Dans sa description de NGC 7018, Leavenworth mentionne « vF, vS, vlE, gradually little brighter in the middle to a nucleus, 3rd and brightest of 3 », ne faisant nullement mention de la présence d'un noyau double et encore moins d'une autre galaxie.